# Дьяконовский
Дьяконовский — хутор в Нехаевском районе Волгоградской области России. Входит в состав Тишанского сельского поселения. Население 4 чел. (2010) .

## История
Во время переписи 2002 года входил в Соколовский сельсовет.
В соответствии с Законом Волгоградской области от 24 декабря 2004 года  № 977-ОД «Об установлении границ и наделении статусом Нехаевского района и муниципальных образований в его составе» , хутор вошёл в состав образованного Тишанского сельского поселения. 

## География
Расположен в северо-западной  части региона.
Уличная сеть состоит из одного географического объекта: Озерный пер.
Абсолютная высота 89 метров над уровнем моря.

## Население
| 2010 |
| ---- |
| 4    |

Гендерный состав
По данным Всероссийской переписи населения 2010 года в гендерной структуре населения из 4 человек мужчин — 1, женщин — 3 (25,0 и 75,0 % соответственно).
Национальный состав
Согласно результатам переписи 2002 года, в национальной структуре населения
русские составляли 92 % от общей численности населения в 13 чел. .

## Инфраструктура
Личное подсобное хозяйство. 

## Транспорт
Просёлочные дороги. 